# Episodi di E.R. - Medici in prima linea (quarta stagione)
La quarta stagione della serie televisiva E.R. - Medici in prima linea è andata in onda negli Stati Uniti sulla NBC dal 25 settembre 1997 al 14 maggio 1998.
In Italia la stagione è andata in onda su Rai 2 dal 9 aprile al 9 dicembre 1998.
Maria Bello, dopo essere apparsa nel ruolo di Anna Del Amico come personaggio ricorrente negli ultimi tre episodi della terza stagione, entra a far parte del cast regolare. Esce di scena al termine della stagione.
Alex Kingston entra nel cast regolare nel ruolo di Elizabeth Corday.
Paul McCrane compare a partire dal quinto episodio come personaggio ricorrente nel ruolo di Robert Romano. Verrà promosso a personaggio regolare nella sesta stagione.
| nº | Titolo originale               | Titolo italiano                 | Prima TV USA      | Prima TV Italia  |
| -- | ------------------------------ | ------------------------------- | ----------------- | ---------------- |
| 1  | Ambush                         | Diritto di immagine             | 25 settembre 1997 | 9 aprile 1998    |
| 2  | Something New                  | Un cassetto per Doug            | 2 ottobre 1997    | 9 aprile 1998    |
| 3  | Friendly Fire                  | Fuoco amico                     | 9 ottobre 1997    | 16 aprile 1998   |
| 4  | When the Bough Breaks          | Quando la corda si spezza       | 16 ottobre 1997   | 16 aprile 1998   |
| 5  | Good Touch, Bad Touch          | Al e Jeanie                     | 30 ottobre 1997   | 23 aprile 1998   |
| 6  | Ground Zero                    | Crisi                           | 6 novembre 1997   | 23 aprile 1998   |
| 7  | Fathers and Sons               | Padri e figli                   | 13 novembre 1997  | 30 aprile 1998   |
| 8  | Freak Show                     | Il morso del serpente           | 20 novembre 1997  | 30 aprile 1998   |
| 9  | Obstruction of Justice         | L'ostruzionismo di Carter       | 11 dicembre 1997  | 27 ottobre 1998  |
| 10 | Do You See What I See?         | Dottor Miracolo                 | 18 dicembre 1997  | 27 ottobre 1998  |
| 11 | Think Warm Thoughts            | Aragosta al cocco               | 8 gennaio 1998    | 3 novembre 1998  |
| 12 | Sharp Relief                   | Momenti di crisi                | 15 gennaio 1998   | 3 novembre 1998  |
| 13 | Carter's Choice                | Una scelta difficile            | 29 gennaio 1998   | 10 novembre 1998 |
| 14 | Family Practice                | Rapporti di famiglia            | 5 febbraio 1998   | 10 novembre 1998 |
| 15 | Exodus                         | L'eroe del giorno               | 26 febbraio 1998  | 17 novembre 1998 |
| 16 | My Brother's Keeper            | Ottima assicurazione, operiamo! | 5 marzo 1998      | 17 novembre 1998 |
| 17 | A Bloody Mess                  | Una sanguinosa battaglia        | 9 aprile 1998     | 24 novembre 1998 |
| 18 | Gut Reaction                   | Incomprensioni                  | 16 aprile 1998    | 24 novembre 1998 |
| 19 | Shades of Gray                 | L'odore della primavera         | 23 aprile 1998    | 1º dicembre 1998 |
| 20 | Of Past Regret and Future Fear | Ti aspetterò in piedi           | 30 aprile 1998    | 1º dicembre 1998 |
| 21 | Suffer the Little Children     | Josh                            | 7 maggio 1998     | 9 dicembre 1998  |
| 22 | A Hole in the Heart            | Un buco nel cuore               | 14 maggio 1998    | 9 dicembre 1998  |

## Diritto di immagine
- Titolo originale: Ambush
- Diretto da: Thomas Schlamme
- Scritto da: Carol Flint

### Trama
Il policlinico deve subire l'invasione di una troupe televisiva, incaricata di realizzare un documentario sul pronto soccorso. Lo sguardo esterno rivela che poco tempo è passato dalla chiusura della stagione precedente: la mano del dottor Greene è quasi guarita, Carol e Doug stanno di nuovo insieme, John Carter ha cambiato specializzazione. Mark, intervistato da una giornalista, si arrabbia poiché la donna gli chiede di parlare del pestaggio subito nel bagno del reparto. Mentre le domande della troupe cominciano a farsi invadenti, nel pronto soccorso arrivano due persone coinvolte in un pestaggio; la vittima, un ragazzo, che si riprende dopo un coma profondo, e un uomo che ha tentato di separare i contendenti ed è stato spinto giù da un ponte. Il povero paciere si è rotto le vertebre cervicali e si trova paralizzato dal collo in giù; nonostante i tentativi di Greene, presto l'uomo perde anche l'autonomia respiratoria, condannato ad essere attaccato a un respiratore per il resto della vita. Il dottor David Morgenstern è colpito da infarto: tutti si prodigano per aiutarlo, ma la confusione si impadronisce del pronto soccorso. John intanto si occupa di un altro infartuato, ma non riesce a rianimarlo; Greene lo accusa davanti alle telecamere di aver voluto fare l'eroe e di aver chiesto aiuto troppo tardi, salvo poi promettere di rilasciare un'intervista se quel pezzo non verrà incluso nel documentario.
Elizabeth Corday, un chirurgo inglese, arriva al policlinico per specializzarsi in chirurgia d'urgenza. Benton è alle prese con turni di lavoro massacranti.

## Un cassetto per Doug
- Titolo originale: Something new
- Diretto da: Christopher Chulack
- Scritto da: Lydia Woodward

### Trama
Il figlio di Peter, si è ripreso: il pediatra decide di dimetterlo, sebbene Peter sia titubante e pensi che la decisione è troppo affrettata. Indecisi sul cognome da dare al piccolo, Carla e Peter decidono di unire entrambi i loro nomi di famiglia: il bambino si chiamerà quindi Reese Benton. Mark decide, contro il parere di Carol, di assume una nuova centralinista, che l'infermiera non ritiene all'altezza. Il dottor Greene è inoltre preoccupato: i parenti di un paziente deceduto, Kenny Law, che lui sospetta essere responsabili del pestaggio a suo danno, gli hanno fatto causa. Carter comincia a rendersi conto di cosa voglia dire aver cambiato specializzazione: il passaggio a Medicina d'Urgenza comporta per lui una retrocessione al primo anno. John e Anna accolgono i nuovi studenti, una ragazza entusiasta e un ricercatore che ha passato la maggior parte del suo tempo in laboratorio, rivelandosi però in grado di compiere le diagnosi più strane.
Il dottor Morgestern, degente dopo l'infarto che l'ha colpito, delega Kerry a sostituirlo nelle funzioni direttive che egli esercitava. Doug pensa sia ora di dare una maggiore stabilità al suo rapporto con Carol e le chiede di poter lasciare qualcosa a casa sua; dopo qualche antica titubanza, la donna cede regalandogli un vero e proprio cassetto dove sistemare le proprie camicie prima di andare in ospedale.

## Fuoco amico
- Titolo originale: Friendly fire
- Diretto da: Fèlix Enrìquez Alcalà
- Scritto da: Walon Green

### Trama
John, con una brillante intuizione, scopre che il coma di una donna è dovuto ad un aneurisma cerebrale. Per questo, dopo un iniziale contrasto con Mark, la fa operare in tempo per salvarle la vita: questo successo lo porta ad avere il coraggio di invitare Anna ad uscire con lui. I due finiscono però per avere un appuntamento più che mai fallimentare in una lavanderia a gettoni.
Al Boulet e Bill, un suo collega, si feriscono durante il lavoro e vengono portati al pronto soccorso: Jeanie convince il marito a rivelare la verità sulla sua malattia all'amico, e quest'ultimo non ha una buona reazione. Carol sorprende Doug ed Elizabeth in quello che sembra un apparente flirt: in realtà, la donna sta semplicemente chiedendo consigli su qualche locale per uscire, essendosi appena trasferita a Chicago. L'infermiera ha una crisi di gelosia, dati i trascorsi non proprio positivi, ma quando il dottor Ross le spiega come stanno realmente le cose, decide di credergli, suggellando la relazione con la fiducia reciproca.
Mark, sempre più disinteressato e pressappochista nel suo lavoro, decide di passare la serata con Heather, una sua ex paziente. La serata non si conclude molto bene: i due tentano, senza riuscirci, di avere un rapporto sessuale. Da qui si intuisce che, per quanto i danni fisici dell'aggressione a Mark siano quasi risolti, quelli psicologici tardano a scomparire. Anspaugh e Kerry Weaver cercano di risparmiare sul budget dell'ospedale, mentre Jerry fa esplodere per errore un'ambulanza con un colpo di fucile.

## Quando la corda si spezza
- Titolo originale: When the bough breaks
- Diretto da: Richard Thorpe
- Scritto da: Jack Orman

### Trama
Un autobus pieno di bambini ha un incidente: il pronto soccorso precipita nel caos. I medici fanno del loro meglio per salvare la vita a tutti i bimbi, ma purtroppo uno di loro rimane ucciso e a Doug tocca l'arduo compito di avvertire la madre. Dopo che la nonna di un piccolo paziente in ospedale per asma rifiuta le cure della dottoressa Del Amico, pretendendo invece di vedere il dottor Ross, Anna e Doug hanno un acceso confronto. Quando Doug scopre che l'asma del bimbo non è dovuto a una reazione allergica, e che quindi gli antistaminici potevano peggiorare la situazione, affronta Anna, rea di essersene accorta e di non averlo avvertito, mettendo così in pericolo la vita di un piccolo paziente a causa delle loro divergenze personali.
Mark si vede negare la possibilità di vedere la figlia da parte di Jennifer, che gli contesta di vivere in maniera troppo incivile. Carol discute con Mark a causa del trattamento medico per una donna tossicodipendente: la donna arriva lamentando forti dolori addominali e, pochi minuti dopo, partorisce improvvisamente sulla sedia a rotelle. Purtroppo il piccolo nasce morto e la donna accusa Carol di averle fatto cadere il bambino. Davanti al rifiuto di Mark, anch'esso presente, di difenderla davanti a un tribunale nel caso la donna le facesse causa, l'infermiera lo redarguisce sostenendo che, per la paziente, non era la prima volta al County General e che il dottor Greene non si era mai accorto del suo stato. John finalmente affronta Peter: dopo un litigio, finalmente i due appianano le loro divergenze.
Altri contrasti sorgono al pronto soccorso, tra Jeanie e Kerry, a causa di un intervento in cui l'infermiera usa le mani invece che i ferri, rischiando di contagiare un paziente.

## Al e Jeanie
- Titolo originale: Good touch, bad touch
- Diretto da: Jonathan Kaplan
- Scritto da: David Mills

### Trama
Mark deve affrontare l'avvocato della famiglia di Kenny Law, il ragazzo nero morto al pronto soccorso tempo prima: la situazione non si prospetta delle migliori. Nonostante il County General riesca a patteggiare una cifra e ad evitare le accuse per il dottor Greene, il fratello di Kenny Law, probabilmente responsabile del pestaggio ai danni del medico, decide comunque di fargli causa, peggiorando l'umore già poco stabile di Greene. Il dottor Ross e la dottoressa Del Amico hanno una nuova occasione di confronto: Anna diagnostica un cancro ai testicoli a un giovane atleta, ma quando Doug le chiede se vuole una mano ad annunciare la notizia, la donna rifiuta decisamente. Cambierà idea quando si renderà conto dell'effetto che la notizia di perdere un testicolo fa sul ragazzo: questo porta fra i due una nuova e più profonda comprensione. La relazione tra Al e Jeanie viene messa a dura prova quando l'uomo incontra in un bar il collega che aveva rischiato di contagiare qualche mese prima: i due hanno una violenta lite che culmina in un pestaggio, e la donna si rende conto che il rischio di venire emarginati per la loro condizione è alto. Carter azzecca una diagnosi difficile, mentre Benton incontra il dottor Robert Romano, sponsor della dottoressa Corday, e riceve la proposta di entrare nel suo team, restando però dubbioso per via dei molti ausili meccanici che il dottor Romano utilizza durante le operazioni. 
A Carol viene in mente di organizzare un ambulatorio straordinario, che possa seguire fisicamente e psicologicamente i pazienti più bisognosi.

## Crisi
- Titolo originale: Ground Zero
- Diretto da: Darnell Martin
- Scritto da: Samantha Howard Corbin

### Trama
John consiglia a Carol di chiedere i finanziamenti per il nuovo ambulatorio a sua nonna, Millicent "Gamma" Carter: la donna, solo per simpatia, regala all'infermiera 75.000 dollari. Anna intanto scopre che John è ricchissimo e lo lascia.
Mark viene citato in giudizio a titolo personale dal fratello di Kenny Law: la cosa lo agita molto, tanto che l'uomo arriva a trattare male un'anziana signora e a fuggire dal policlinico. Cynthia, la nuova centralinista da lui assunta, lo insegue e lo consola. Kerry, per problemi di bilancio, sarà costretta a licenziare Jeanie, l'ultima assunta del personale medico: la donna è consapevole della delicatezza della situazione, essendo Jeanie un'amica, ma non vede altra soluzione alla problematica condizione economica del County General. Dopo aver conosciuto il dottor Ellis West, rappresentante della Synergix, una compagnia che aiuta gli ospedali nel management dei costi, la dottoressa Weaver decide di andare fino in fondo e licenzia Jeanie: la coadiutrice se la prende a male. La rivalità tra Benton e la dottoressa Corday sembra passare su un altro piano quando il chirurgo decide di accettare la proposta di Romano ed entrare nel suo team. Doug è preoccupato per il comportamento di Mark. Decide così di fargli visita, dopo aver ricevuto una telefonata che lo ha scosso profondamente, ma lo trova a letto con Cynthia: il medico è estremamente imbarazzato, ma fa entrare l'amico, che gli dice che sta per partire a causa della morte di suo padre, avvenuta per un incidente stradale.

## Padri e figli
- Titolo originale: Fathers and sons
- Diretto da: Christopher Chulack
- Scritto da: John Wells

### Trama
Doug, accompagnato da Mark, parte per la California per recuperare la salma del padre. Al suo arrivo, scopre che l'uomo si era risposato, e che anche la sua nuova moglie è morta con lui, oltre al conducente del camion contro cui è avvenuto lo scontro. Tutto il rancore che aveva verso il padre riaffiora nella memoria del pediatra del County General Hospital, che però si rende conto di aver voluto bene al genitore. Dopo aver recuperato gli averi del padre, Doug e Mark tornano nel motel e guardano le diapositive contenenti l'infanzia del dottor Ross. Profondamente scosso dalla situazione e dal fatto di non aver potuto recuperare il rapporto con il padre quando quest'ultimo era vivo, Doug spinge Mark ad andare a trovare i suoi genitori, che abitano anch'essi in California. Nemmeno il dottor Greene ha un ottimo rapporto col padre, con cui si limita a scambiare qualche parola. Mentre il dottor Ross si allontana, lasciando l'amico a tu per tu con i genitori, la madre di Mark si dice preoccupata per il rapporto tra padre, ex ufficiale di marina che soffre di enfisema polmonare, e figlio. Doug confessa quindi a Mark che si è innamorato di Carol. Sulla via del ritorno, in vena di confidenze, Mark dice all'amico che, dopo l'aggressione che ha subito, è profondamente cambiato e non riesce a tornare quello di prima: fra i due si rinsalda quell'amicizia che sembrava oramai perduta.

## Il morso del serpente
- Titolo originale: Freak Show
- Diretto da: Darnell Martin
- Scritto da: Neal Baer

### Trama
Un ragazzo di dodici anni, Roodney, arriva al Pronto Soccorso dopo essere stato vittima di un incidente stradale. I medici scoprono con sorpresa che il giovane presenta un'anomalia genetica, il situs inversus, che fa sì che i suoi organi addominali siano invertiti rispetto all'ordine normale: tutti vogliono sottoporlo a particolari test, e concorrono ad accaparrarsi il caso. Il ragazzino però muore dopo l'intervento.
Carol arriva in ospedale, ma trova il reparto invaso dai pazienti del suo nuovo ambulatorio: Cynthia, la centralinista, ha pubblicato l'annuncio dell'apertura con una settimana di anticipo. C'è quindi un duro scontro fra le due donne, che porta allo scoperto l'ostilità dell'infermiera Hathaway contro la nuova fiamma di Mark. Il dottor Greene ha in cura un paziente che si rivela essere un famoso avvocato: questi si dichiara disposto a difenderlo in tribunale nella causa contro la famiglia di Kenny Law, a titolo praticamente gratuito, eccettuata la possibilità di passare alcune giornate in pronto soccorso a fianco del medico. Il dottor Romano offre a Benton un posto di eccellenza nel suo team, al lavoro su un progetto di ricerca che unisce la robotica alla medicina, ma il chirurgo dovrà dimostrare di essere in grado di collaborare in maniera proficua con la dottoressa Corday. Uno studente di Carter rischia di morire per uno shock anafilattico dovuto ad un'allergia al lattice: le procedure per salvargli la vita avvicinano ulteriormente John e Anna. Kerry Weaver riceve dei fiori da Ellis West della Sinergix, mentre un biglietto da Doug per Carol, trovato da Cynthia ed erroneamente attribuito a Mark, viene preso per una piccante dichiarazione d'intenti.
- Guest star: Dan Hedaya

## L'ostruzionismo di Carter
- Titolo originale: Obstruction of Justice
- Diretto da: Richard Thorpe
- Scritto da: Lance Gentile

### Trama
Jeanie ricorre al Centro Difesa Persone Omosessuali per riavere il suo lavoro, facendo leva sul fatto di essere stata discriminata per la sua sieropositività: il trucco funziona. Al, suo marito, viene assunto ad Atlanta, e chiede alla donna di seguirlo: Jeanie non se la sente e i due si separano nuovamente. Ellis, il medico della Sinergix con cui Kerry ha legato, comincia il suo lavoro al Policlinico. Una giovane, Alison Beaumont, a causa di un incidente stradale rischia di perdere una gamba. Elizabeth la vuole operare a tutti i costi, ma la ragazza entra in coma. L'avvocato di Mark, che ama "recitare" diversi ruoli, chiede al suo cliente di poter diventare medico per una giornata. Mark lo accontenta. Nel difendere i diritti di un paziente, John è pressato da un agente, ma rifiuta di collaborare con lui e viene arrestato per favoreggiamento. Anna gli paga la cauzione. Doug si occupa di un paziente affetto da anemia falciforme che sostiene di essere stato derubato delle sue medicine; al medico il difficile compito di capire se il giovane sta dicendo la verità.
- Guest star: Dan Hedaya, Hill Harper

## Dottor Miracolo
- Titolo originale: Do You See What I See?
- Diretto da: Sarah Pia Anderson
- Scritto da: Linda Gase (storia), Jack Orman (sceneggiatura)

### Trama
È la vigilia di Natale, e tra Ellis e Kerry il rapporto si fa più stretto: forse la dottoressa sta sviluppando dei sentimenti. Peter, toccando un cieco, gli fa recuperare la vista: si diffonde allora la voce che egli possa compiere miracoli, ma il paziente perde di nuovo la vista e Peter gli spiega che tutto è dipeso da un caso fortuito. Mark viene a sapere da Cynthia che la donna ha un figlio di cinque anni che vive con i nonni paterni. Inoltre, il medico decide di andare a scusarsi con Chris Law. Carol annuncia ai colleghi che lei e Doug si sono rimessi insieme: la buona nuova non sorprende nessuno, ed alcuni avevano perfino scommesso su questo fatto. Il medico approfitta del momento per chiedere a Carol di sposarlo. Il cugino di John Carter, Chase, gli fa visita al County General, accompagnato dalla nonna Millicent: quando il medico lo sorprende a drogarsi, scopre bruscamente che Chase ha dei grossi problemi con l'eroina e che ne è ormai completamente dipendente.

## Aragosta al cocco
- Titolo originale: Think Warm Thoughts
- Diretto da: Charles Haid
- Scritto da: David Mills

### Trama
Scott, il figlio del dottor Anspaugh, viene ricoverato per dei dolori di stomaco. Il direttore sanitario racconta a Mark che il bambino è stato sottoposto a cure intensive per un linfoma dieci mesi prima.
Un'anziana in stato confusionale viene portata al Pronto Soccorso: Carol, dopo i primi esami, si rende conto che la donna è stata violentata. Doug decide di parlare con Helen, la madre di Carol, e di informarla della loro intenzione di sposarsi: la donna non la prende affatto bene!

## Momenti di crisi
- Titolo originale: Sharp Relief
- Diretto da: Christopher Chulack
- Scritto da: Samantha Howard Corbin

### Trama
A Scott è diagnosticato un altro tumore, e i medici decidono di operarlo. Anspaugh prega Jeanie, che si è fatta voler bene dal ragazzo, di assisterlo. Doug chiede a Mark di fargli da testimone, vista la sua decisione di sposare Carol la sera stessa. L'infermiera intanto è di turno in ambulanza con Greg Powell: i due trascorrono dei momenti di intimità e finiscono col baciarsi. Doug, nello stesso momento, la sta aspettando a casa. A tarda notte la donna torna a casa e confessa al fidanzato ciò che è appena successo: Doug, infuriato, se ne va sbattendo la porta. John, con l'ausilio di Anna (che ha già un'esperienza passata in questo campo), cerca di liberare suo cugino Chase dalla dipendenza da eroina. Peter esce con Elizabeth: la serata trascorre in maniera divertente e il chirurgo, per la prima volta, si ubriaca.

## Una scelta difficile
- Titolo originale:Carter's Choice
- Diretto da: John Wells
- Scritto da: John Wells

### Trama
Lo stupratore di vecchiette, durante l'ultima aggressione, uccide una guardia giurata e rimane ferito: si scopre così che ha solo 19 anni. Le scorte ematiche dell'ospedale sono quasi esaurite, così John decide di ricorrere ad un'autotrasfusione per cercare di salvare il malvivente. Anna critica apertamente la scelta del collega.
Elizabeth, innamorata di Peter, vorrebbe un rapporto più solido; il medico però non è dello stesso avviso.
Mark intende far pagare una parte dell'affitto di casa a Cynthia: le cose tra loro si complicano.

## Rapporti di famiglia
- Titolo originale: Family Practice
- Diretto da: Charles Haid
- Scritto da: Carol Flint

### Trama
Mark, a causa di un infortunio alla gamba della madre, è costretto a tornare a San Diego. Arrivato a casa, egli nota che la donna è in pieno stato depressivo, e che su di lei avanza l'ombra della demenza senile.
Anche David, il padre del medico, non sta molto bene: egli soffre di enfisema, e a causa di una crisi respiratoria viene ricoverato in ospedale. Mark intanto dà una mano ai medici dell'ospedale dove è ricoverato il padre, che devono affrontare un'emergenza molto seria: un elicottero militare si è schiantato al suolo e molti membri dell'equipaggio sono feriti. L'anziano, ripresosi dalla crisi, sostiene psicologicamente il pilota dell'elicottero e rimane sorpreso dall'abilità medica del figlio: i due Greene provano una reciproca ammirazione per l'aiuto che riescono a dare in questa emergenza.

## L'eroe del giorno
- Titolo originale: Exodus
- Diretto da: Christopher Chulack
- Scritto da: Walon Green e Joe Sachs

### Trama
Un deposito di materiali chimici esplode, e il pronto soccorso viene invaso dagli operai feriti nell'incidente. Alcuni di loro hanno addosso vistose tracce di benzene, e così il reparto si riempie di esalazioni tossiche: è emergenza, e nessuno sembra in grado di farvi fronte. Kerry, stordita dalle esalazioni, sviene lasciando vacante il posto di comando: nessuno sembra in grado di affrontare la situazione, ma per fortuna c'è John.
- Guest star: Eva Mendes (Donna)
- Apparizione Speciale: Mickey Rooney (Dr. George)

## Ottima assicurazione, operiamo!
- Titolo originale: My Brother's Keeper
- Diretto da: Jaque Toberen
- Scritto da: Jack Orman

### Trama
Mark e Cynthia affrontano una crisi nella loro relazione. Il medico intanto viene convinto a smettere di fumare dal suicidio, in reparto, di un fumatore affetto da cancro al polmone.
Peter ed Elizabeth visitano il museo di storia naturale di Chicago.
Al pronto soccorso arriva un bambino, in crisi da avvelenamento. Doug scopre che è stato il fratellino di otto anni a commettere il fatto, e sospetta che il ragazzino abbia subito violenze da parte del patrigno.
Anna, durante un'emergenza, scopre che tra i sei drogati da eroina che sono arrivati in pessime condizioni al pronto soccorso c'è anche Chase, il cugino di John. I nonni di quest'ultimo si infuriano col nipote perché egli ha taciuto alla famiglia della tossicodipendenza di Chase.

## Una sanguinosa battaglia
- Titolo originale: A Bloody Mess
- Diretto da: Richard Thorpe
- Scritto da: Linda Gase

### Trama
David Morgenstern torna al lavoro dopo l'attacco cardiaco che l'aveva colpito tempo prima. Il medico però, durante un intervento, si rende conto di non essere più in grado di portarne a termine uno. Anna prescrive dei medicinali anti-nausea ad una donna incinta, che è arrivata in ospedale con il marito, molto spaventato. La donna però, temendo di danneggiare il feto, rifiuta di prendere le medicine. John fa visita al cugino Chase nella clinica dove è ricoverato: il giovane però non ha ancora riacquistato l'uso della parola.

## Incomprensioni
- Titolo originale: Gut Reaction
- Diretto da: T.R. Babu Subramaniam
- Scritto da: Nael Baer

### Trama
La nonna di John blocca l'assegno dato a Carol per il suo ambulatorio, senza alcuna spiegazione. John la incontra accusandola di averlo fatto perché ancora arrabbiata per averle tenuta nascosta la tossicodipendenza di Chase, e viene accusato a sua volta di non pensare alla famiglia ma solo ai soldi, al che lui la invita a bloccargli il fondo fiduciario: John rimane senza un soldo, ma Carol scopre che l'assegno è di nuovo coperto.
Al pronto soccorso arriva, da paziente, il dottor Swanson, un patologo ex insegnante del dottor Morgenstern. Quest'ultimo sottopone ad intervento chirurgico il suo ex docente ma le cose non vanno per il meglio, e Peter, che lo stava assistendo, lo allontana in malo modo per tentare di salvare il paziente, che sfortunatamente morirà sotto i ferri.
Scott, figlio del dottor Anspaugh, non risponde alle cure antitumorali: la sua unica speranza è il trapianto di midollo osseo, ma non si trova un donatore compatibile.

## L'odore della primavera
- Titolo originale: Shades of Gray
- Diretto da: Lance Gentile
- Scritto da: Samantha Howard Corbin

### Trama
È il giorno del funerale di Scott Anspaugh e Jeanie partecipa alla funzione cantando la canzone preferita del ragazzo. Peter viene sospeso dalla commissione d'inchiesta per la morte di Swanson, finché non si sarà scoperto come sono andati i fatti. Morgenstern, in piena crisi di coscienza per non aver confessato le sue responsabilità, decide di dimettersi.
Alcuni estremisti antiabortisti fanno saltare una clinica privata in cui si praticano le interruzioni di gravidanza. Il pronto soccorso dunque si riempie di persone ferite nell'esplosione, soprattutto donne in attesa: Anna deve completare un aborto rimasto a metà su una paziente ferita, ma entra in crisi e viene sostituita da Kerry. Alla fine della giornata Peter incontra Morgenstern il quale gli consegna la cassetta del loro intervento che aveva sottratto di nascosto e gli dice che verrà reintegrato mentre lui stesso darà le dimissioni. Peter va a casa di Elizabeth e si baciano.

## Ti aspetterò in piedi
- Titolo originale: Of Past Regret and Future Fear
- Diretto da: Anthony Edwards
- Scritto da: Jack Orman

### Trama
Al pronto soccorso arriva un uomo, colpito da un getto di acido fluoridrico. I medici affermano che non ci sono cure per questo tipo di ustioni, e che la morte sopraggiungerà entro dodici ore. Carol, impietosita dal caso, trascorre il suo turno al capezzale del morente, fino alla sua morte. John e la nonna si riavvicinano, quando la donna si presenta in ospedale per invitarlo al compleanno del marito. Robert Romano si dichiara apertamente ad Elizabeth, ma la dottoressa rifiuta garbatamente le attenzioni del collega.

## Josh
- Titolo originale: Suffer the Little Children
- Diretto da: Cristopher Misiano
- Scritto da: Walon Green

### Trama
Il dottor Max Rosher, ex fidanzato di Anna, è stato chiamato per fare uno studio di fattibilità sull'ospedale: valuterà se è possibile aprire un reparto di urgenza pediatrica come proposto dal dottor Ross. John è un po' teso. Doug e Carol rischiano il posto perché, senza il consenso della madre e con il parere contrario dei superiori, sottopongono a disintossicazione un bambino di sei mesi. Una donna, assistita da Anna, non esita a servirsi della sua situazione e dell'ospedale per arricchirsi con le prediche sul Vangelo in TV. Peter ed Elizabeth continuano la loro relazione e vengono scoperti da Romano il quale inizierà a escludere la Corday dagli interventi e trattarla male davanti a tutti.

## Un buco nel cuore
- Titolo originale: A Hole in the Heart
- Diretto da: Lesli Linka Glatter
- Scritto da: Lydia Woodward

### Trama
Il bambino che Doug ha sottoposto a disintossicazione sta meglio, tuttavia il medico rischia ugualmente il licenziamento.
Una donna ha il grave compito di dover decidere se mantenere in vita il marito, malato terminale in coma, o autorizzare un intervento che risveglierà l'uomo, ma non gli salverà la vita. Al pronto soccorso torna sconvolto e pieno di sangue un signore che era stato curato poche ore prima per tentato suicidio. Carol lo riconosce, il signore le consegna la pistola e le fa capire che in macchina ci sono moglie e figli a cui ha sparato poco prima. 
La Corday abbandonata da Romano continua a cercare qualche medico che la sponsorizzi affinché possa restare negli Stati Uniti ma nessuno la ascolta. 
Kerry parla con Anspaugh per diventare primario data la sua esperienza come vice mentre Morgenstern era assente ma lui le dice che per questo ruolo dovrà partecipare al concorso nazionale e non avrà nessuna agevolazione. Dopo una lite con un’assicurazione di un paziente la Weaver si arrabbia e vuole dare le dimissioni.